# كورت سيمونز
كورت سيمونز (بالإنجليزية: Curt Simmons)‏ هو لاعب كرة قاعدة أمريكي، ولد في 19 مايو 1929 في وايتهول ‏ في الولايات المتحدة.

## وصلات خارجية
- كورت سيمونز على موقع دوري كرة القاعدة الرئيسي (الإنجليزية)
- كورت سيمونز على موقعبيزبول رفرنس.كوم (الدوري الرئيسي) (الإنجليزية)
- كورت سيمونز على موقعبيزبول رفرنس.كوم (الدوري الثانوي) (الإنجليزية)
- كورت سيمونز على موقع إي إس بي إن.كوم (أم.أل.بي) (الإنجليزية)
- كورت سيمونز على موقع مشجعي الرسوم البيانية (الإنجليزية)